# Rosemarie Köhn
Rosemarie Köhn (20 de outubro de 1939, Rathenow - 30 de outubro de 2022, Hamar) foi uma teóloga luterana norueguesa. Tornou-se a primeira bispa da Noruega em 1993 e se aposentou em 2006.

## Biografia
Willy Köhn, natural de Rathenow, também negociava equipamentos ópticos na Noruega, onde conheceu sua futura esposa, Mathilde. Eles se mudaram para Rathenow, onde Rosemarie nasceu. Ainda pequena, presenciou o bombardeio aliado de Berlim e, em 1946, depois que Willy não retornou da prisão, Mathilde Köhn mudou-se para a Noruega com Rosemarie.

### Educação e sacerdócio
Após o examen artium em 1959, começou a estudar teologia na Universidade de Oslo e se tornou cand.theol. em 1966. No ano seguinte, fez o exame prático-teológico. Foi ordenada pelo Bispo Per Lønning em 1969, tornando-se a sexta mulher sacerdote na Noruega. Por um período, foi substituta na diocese de Borg e, posteriormente, serviu por vários verões como capelã de hospital e pároca.
De 1968 a 1975, Rosemarie Köhn foi assistente de pesquisa e pesquisadora associada em teologia do Antigo Testamento na Universidade de Oslo. Em 1976 se tornou professora sênior de estudos bíblicos no Departamento de História Religiosa e Estudos Cristãos da instituição e, de 1978 a 1983, chefe do departamento. Por vários anos, lecionou hebraico e, em 1971, escreveu uma gramática hebraica amplamente utilizada por estudantes de teologia. Por vários semestres, lecionou em meio período em cuidado pastoral e ensino de sermões no Seminário Teológico Prático. Em 1984, participou da realização de uma pesquisa sobre sacerdotisas, trabalho que acompanhou como gerente de projeto para um importante relatório de pesquisa sobre o papel dos sacerdotes (1989). Foi chefe do grupo de trabalho "Escritório e Conselho", nomeado pelo Conselho da Igreja em 1986-87, e editou uma coletânea de sermões de teólogas (1986). Em 1989, ela foi nomeada a primeira reitora do Seminário Teológico Prático, que formava teólogas desde a década de 1940.

### Episcopado
Köhn foi mencionada desde o início como uma possível candidata episcopal e, portanto, a primeira mulher bispa na Igreja da Noruega. Na procura para o novo bispo da Diocese de Hamar, em novembro de 1992, o Conselho Diocesano indica cinco pessoas, entre os quais, duas mulheres: a Reitora Rosemarie Køhn e a Capelã Diocesana Irene Wenaas Holte. Em 8 de janeiro, ela ficou em terceiro lugar na votação paroquial para o novo bispo de Hamar, e em 14 de janeiro, também em terceiro na votação do Conselho da Igreja. Apesar disso, sendo a Igreja da Noruega ainda uma igreja estatal, o rei nomeou Rosemarie Køhn como bispa da diocese de Hamar em 5 de fevereiro de 1993. Na votação eclesiástica que serviu de base para a nomeação do governo, ela recebeu forte apoio de padres e conselhos paroquiais da diocese de Hamar e de todos os professores da Faculdade de Teologia. Køhn foi consagrada bispa em 20 de maio de 1993, Dia da Ascensão, pelo presidente do colégio episcopal, Andreas Aarflot, em uma Catedral de Hamar lotada, inclusive com a presença do rei e da rainha. O serviço de ordenação foi televisionado para a Noruega, Dinamarca e Suécia. Rosemarie Köhn foi a primeira mulher bispa luterana nos países nórdicos e a terceira no mundo.
Como bispa, Rosemarie se comprometeu com uma igreja nacional aberta e inclusiva. Ela pertencia a uma minoria entre os bispos que acreditavam que homossexuais vivendo em parcerias deveriam poder ocupar cargos ordenados na igreja. Sua posição a tornou controversa e levou alguns padres da diocese de Hamar a renunciar à sua supervisão espiritual. A oposição contra ela aumentou em 1999, quando após cuidadosa consideração, ela decidiu permitir que a padre lésbica Siri Sunde, que havia entrado em uma parceria registrada, continuasse em sua posição sacerdotal. Em dezembro de 1997, a pressão fez Köhn licenciar Sunde, após entrar na parceria registrada, e transferi-la para a secretaria do bispado; em 1998, o Comitê Doutrinário da Igreja da Noruega rejeitou o pedido da Bispa de Hamar para avaliar a base para o serviço sacerdotal da Capelã Sunde. Após a decisão de reintegrar Siri Sunde à sua paróquia, a bispa disse: "A Igreja tem muito a se desculpar com os homossexuais. Espero que a posteridade mostre que este foi um bom dia para a Igreja da Noruega".
Rosemarie Köhn foi, entre outras coisas, líder da Associação Teológica Norueguesa de Mulheres e membro do Conselho Intereclesiástico e do Conselho de Pesquisa do Grupo de Especialistas em Teologia e Estudos Religiosos da Noruega. Ela recebeu diversos prêmios e distinções.
Ela se aposentou em outubro de 2006, ao completar 67 anos, e foi sucedida por outra bispa na Diocese de Hamar, Solveig Fiske. Naquele ano, se tornou parceira e, mais tarde, esposa de Susanne Sønderbo, uma sacerdotisa e psicóloga dinamarquesa.
Köhn morreu em outubro de 2022, aos 83 anos, após uma longa doença. Deixou sua esposa, Susanne Sønderbo. Ela foi homenageada com um funeral às custas do estado, realizado na Catedral de Hamar e sepultada no Cemitério de Hamar. Além de lideranças da Igreja, também autoridades do governo e a rainha Sonja participaram do funeral.
No mês anterior a sua morte, o governo destinou 200.000 coroas para uma estátua de Köhn a ser construída em frente à catedral de Hamar, 30 anos após sua posse como bispa. A estátua foi inaugurada em 20 de maio de 2023.

## Honrarias
- 1998: HR Norges Lederpris (Prêmio de Liderança HR Noruega)[19]
- 2004: Comendadora da Real Ordem Norueguesa de Santo Olavo[20]
- 2004: Olav Selvaags minnepris (Prêmio Memorial Olav Selvaag)[21]
- 2005: O Stjerneskuddprisen (Prêmio Estrela Cadente), concedido por Skeiv Ungdom Innlandet[15][22]
- 2005: LO’s likestillingspris (Prêmio LO de Igualdade)[23]
- 2005: Homofrydprisen (Prêmio Orgulho Gay)[24]
- 2006: TrollKjerring (Prêmio Bruxa Troll)[25]
- 2021: Cidadã honorária de Rathenow[2]
- 2022: Funeral às custas do Estado[17]

## Obras
- Hebraisk grammatikk. Universitetsforlaget, Oslo 1971 (und weitere Auflagen). ISBN 9788200211938
- Håpstreet – Roses bok. Pax, Oslo 2002. ISBN 8253024363
- Gode Gud? Gudsforgiftning og gudsbilder. Pax, Oslo 2003 (com Susanne Sønderbo). ISBN 9788253025452
- Mellom en prest og en klovn. Gode ord til livet. Juritzen, Oslo 2008  (com Susanne Sønderbo). ISBN 9788282050258